# Lepidoblepharis heyerorum
Lepidoblepharis heyerorum — вид геконоподібних ящірок родини Sphaerodactylidae. Мешкає в Південній Америці. Вид названий на честь американського герпетолога Вільяма Рональда Хеєра.

## Поширення і екологія
Lepidoblepharis heyerorum мешкають в Амазонії на території Бразилії (в штатах Амапа, Пара, Амазонас і Акрі) і Перу, а також у Французькій Гвіані. Вони живуть у вологих рівнинних тропічних лісах, серед опалого листя, біля підніжжя дерев і серед гнилої деревини.